# ピン川

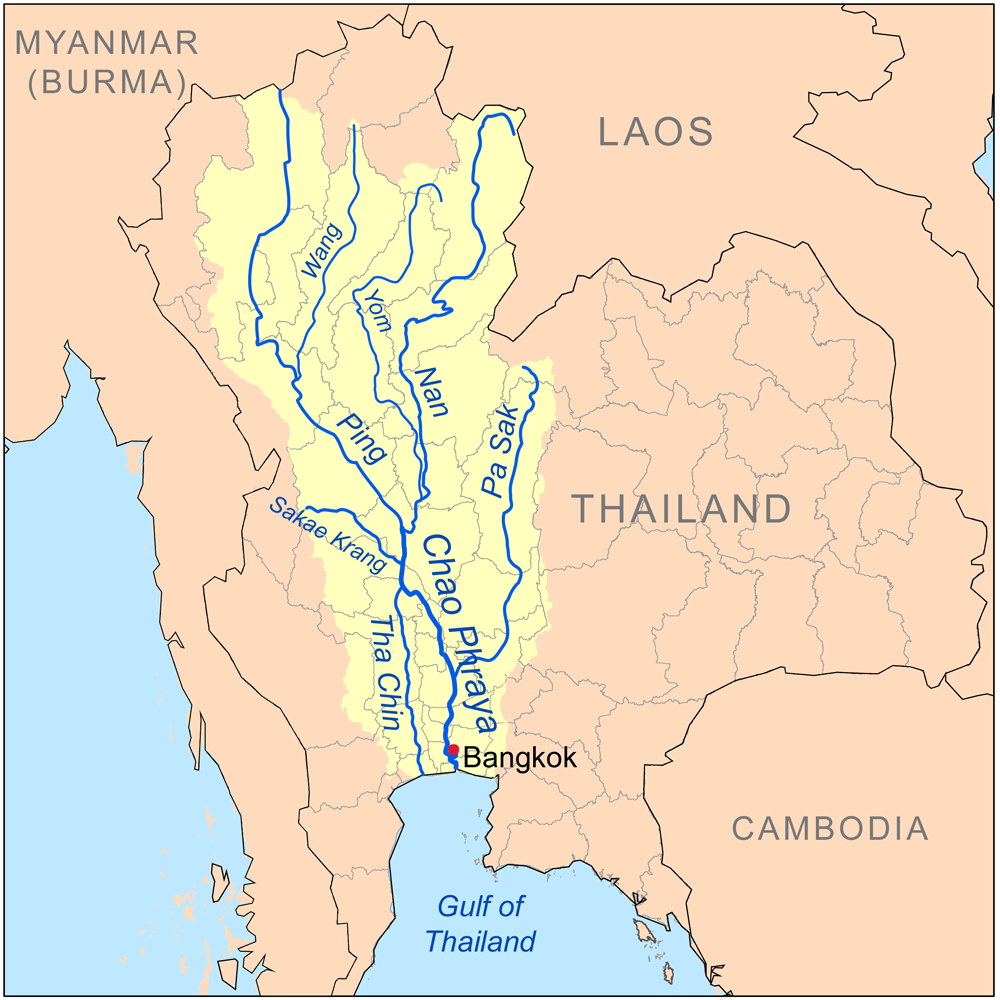
チャオプラヤー川及びピン川流域

ピン川（タイ語: แม่น้ำปิง、Ping River）は、タイを流れる河川で、ナーン川と共に、チャオプラヤー川の主要な支流の一つである。
水源はチエンマイ県のチエンダーオ郡。チエンマイを流れた後は、ラムプーン県、ターク県、カムペーンペット県と流れ、ナコーンサワン県でナーン川と合流し、チャオプラヤー川となる。